# 게오르크 폰 코프

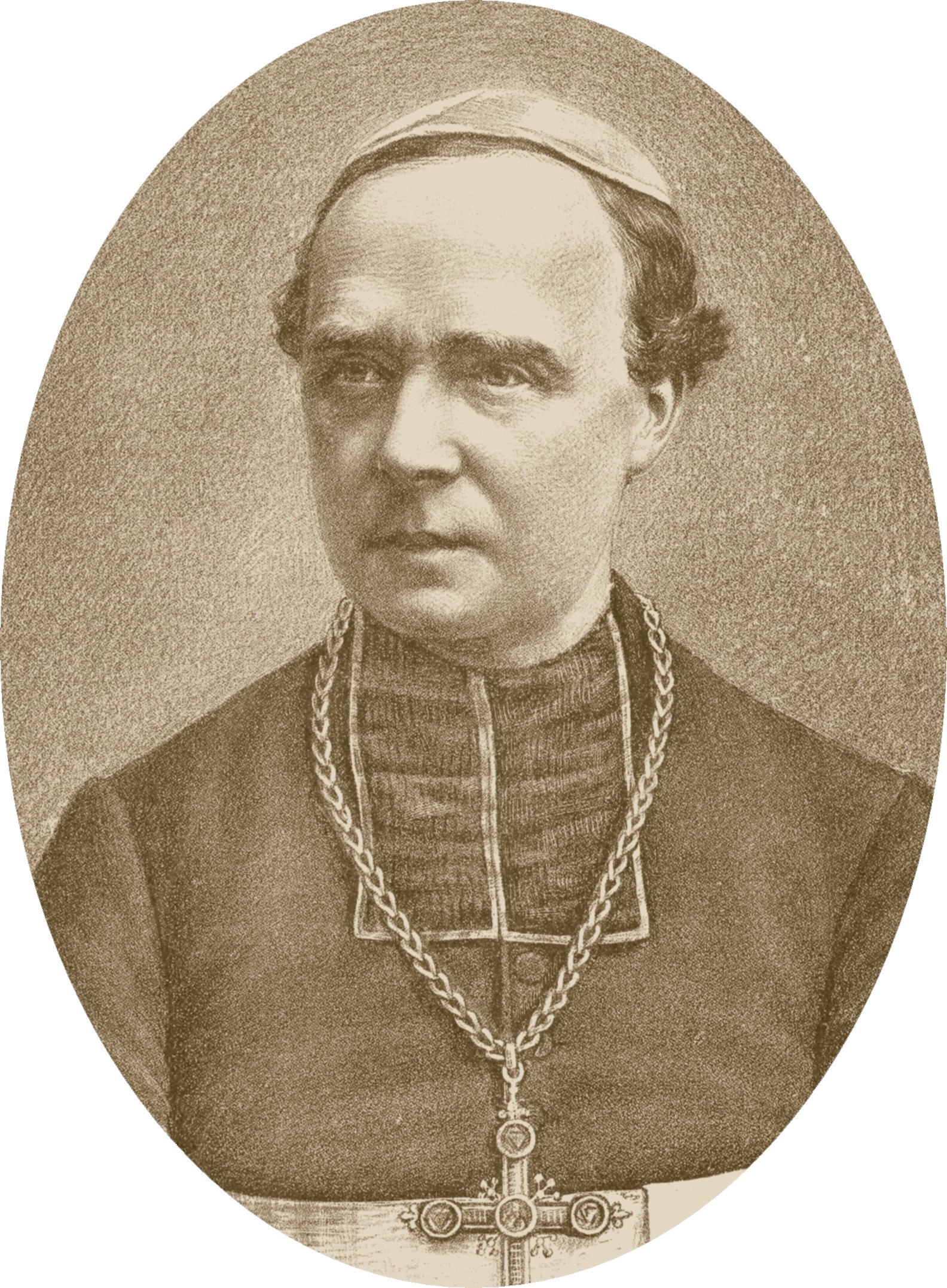
게오르크 폰 코프 추기경

게오르크 폰 코프(독일어: Georg von Kopp, 1837년 7월 25일 - 1914년 3월 4일)는 독일 가톨릭교회의 추기경이다. 풀다 교구장(1881-1887)과 브레슬라우 교구장(1881-1914) 등을 지냈다.

## 약력
게오르크 폰 코프는 하노버 왕국의 두더슈타트에서 직조공의 아들로 태어났다. 힐데스하임에 있는 김나지움에서 공부하였으며, 1856년 전신 기사가 되어 하노버 정부에 고용되었다. 1858년부터 1861년까지 신학을 공부하였으며 1862년에 사제 서품을 받았다. 게오르크 폰 코프는 곧 교계에서 급속도로 두각을 나타냈으며 1872년 힐데스하임의 총대리로 임명된 데 이어 3년 후에는 풀다의 교구장 주교로 착좌하였다. 그는 독일 정부와 로마 교황청의 사이를 연결해주는 가교 역할을 수행하였다. 독일 의회 상원의원에 선출된 후, 코프는 5월법에 삽입된 반가톨릭 조항을 완화시키는데 노력하였다.
1887년 게오르크 폰 코프는 프로이센 정부에 찬동하였으며, 브레슬라우의 교구장에 임명되었다. 그리고 1893년에는 교황 레오 13세에 의해 추기경에 서임되었다. 코프 추기경은 오스트리아 슐레지엔의 오파바에서 선종하였다.